# Пам'ятки архітектури національного значення Луганської області
У Луганській області нараховується 25 пам'яток архітектури національного значення.

## Список
| № п/п                     | Найменування пам'ятки                                   | Датування       | Місцезнаходження                  | Охоронний номер та номер у комплексі |
| ------------------------- | ------------------------------------------------------- | --------------- | --------------------------------- | ------------------------------------ |
| м.Луганськ                |                                                         |                 |                                   |                                      |
| 1                         | Садибний будинок (мур.)                                 | поч. 19 ст      | вул. Даля, 7                      | 311/0                                |
| м.Олександрівськ          |                                                         |                 |                                   |                                      |
| 2                         | Заміська садиба (мур.)                                  | 1772 р.         | Червона пл., 24                   | 312/0                                |
| 3                         | Головний будинок (мур.)                                 | 1772 р.         | Червона пл., 24                   | 312/1                                |
| 4                         | Флігель (мур.)                                          | 1772 р.         | Червона пл., 24                   | 312/2                                |
| 5                         | Флігель (мур.)                                          | 1772 р.         | Червона пл., 24                   | 312/3                                |
| 6                         | Службовий корпус (мур.)                                 | 1772 р.         | Червона пл., 24                   | 148 - Вр/4                           |
| 7                         | Будинок управителя (мур.)                               | кін. 18 ст.     | Червона пл., 2                    | 148 - Вр/5                           |
| 8                         | Флігель (мур.)                                          | 1772 р.         | Червона пл., 10                   | 148 - Вр/6                           |
| 9                         | Флігель (мур.)                                          | 1772 р.         | Червона пл., 12                   | 148 - Вр/7                           |
| 10                        | Флігель (мур.)                                          | 1772 р.         | Червона пл., 16                   | 148 - Вр/8                           |
| 11                        | Флігель (мур.)                                          | 1772 р.         | Червона пл., 22                   | 148 - Вр/9                           |
| 12                        | Винні погреби (мур.)                                    | 1772 р.         | Червона пл., б/н                  | 148 - Вр/10                          |
| Біловодський район        |                                                         |                 |                                   |                                      |
| 13                        | Комплекс споруд Деркульського кінного заводу (мур.)     | 1765-1767 рр.   | с. Данилівка                      | 1057/0                               |
| 14                        | Центральна тренерська стайня (мур.)                     | 1765-1767 рр.   | с. Данилівка                      | 1057/1                               |
| 15                        | «Японський манеж» (дер.)                                | 1897 р.         | с. Данилівка                      | 1057/2                               |
| 16                        | Контора (мур.)                                          | 1890 р.         | с. Данилівка                      | 1057/3                               |
| 17                        | Комплекс споруд Новолимарівського кінного заводу (мур.) | 1818-1822 рр.   | с. Новолимарівка                  | 1058/0                               |
| 18                        | Центральна стайня (мур.)                                | 1818-1822 рр.   | с. Новолимарівка                  | 1058/1                               |
| 19                        | Лазарет (мур.)                                          | сер 19 ст.      | с. Новолимарівка                  | 1058/2                               |
| 20                        | Стайні молодняку (мур.)                                 | сер 19 ст.      | с. Новолимарівка                  | 1058/3                               |
| 21                        | Будинок дирекції (мур.)                                 | сер 19 ст.      | с. Новолимарівка                  | 1058/4                               |
| Новопсковський район      |                                                         |                 |                                   |                                      |
| 22                        | Успенська церква (мур.)                                 | 1802 р.         | с. Осинове                        | 315/0                                |
| Перевальський район       |                                                         |                 |                                   |                                      |
| 23                        | Церква Михайло-Архангельська (мур.)                     | 1787 р.         | смт. Михайлівка, вул.Леніна, 117а | 314/0                                |
| Слов'яносербський район   |                                                         |                 |                                   |                                      |
| 24                        | Садибний будинок (мур.)                                 | др. пол. 18 ст. | с. Весела Гора                    | 1059/0                               |
| Станично-Луганський район |                                                         |                 |                                   |                                      |
| 25                        | Михайлівська церква (мур.)                              | 1787 р.         | с. Старий Айдар                   | 1060/0                               |